# ديبورتيفو إفريست
نادي ديبورتيفو إيفرست (بالإسبانية: Club Deportivo Everest) هو فريق كرة قدم إكوادوري مقره في غواياكيل . يلعب حاليًا في دوري الدرجة الثالثة ، ولعب سابقًا عشرة مواسم في دوري الدرجة الأولى .